# Ommata rectipennis
Ommata rectipennis är en skalbaggsart som beskrevs av Dmytro Zajciw 1965. Ommata rectipennis ingår i släktet Ommata och familjen långhorningar.
Artens utbredningsområde är Paraguay. Inga underarter finns listade i Catalogue of Life.